# Sagrada Família (Osttimor)

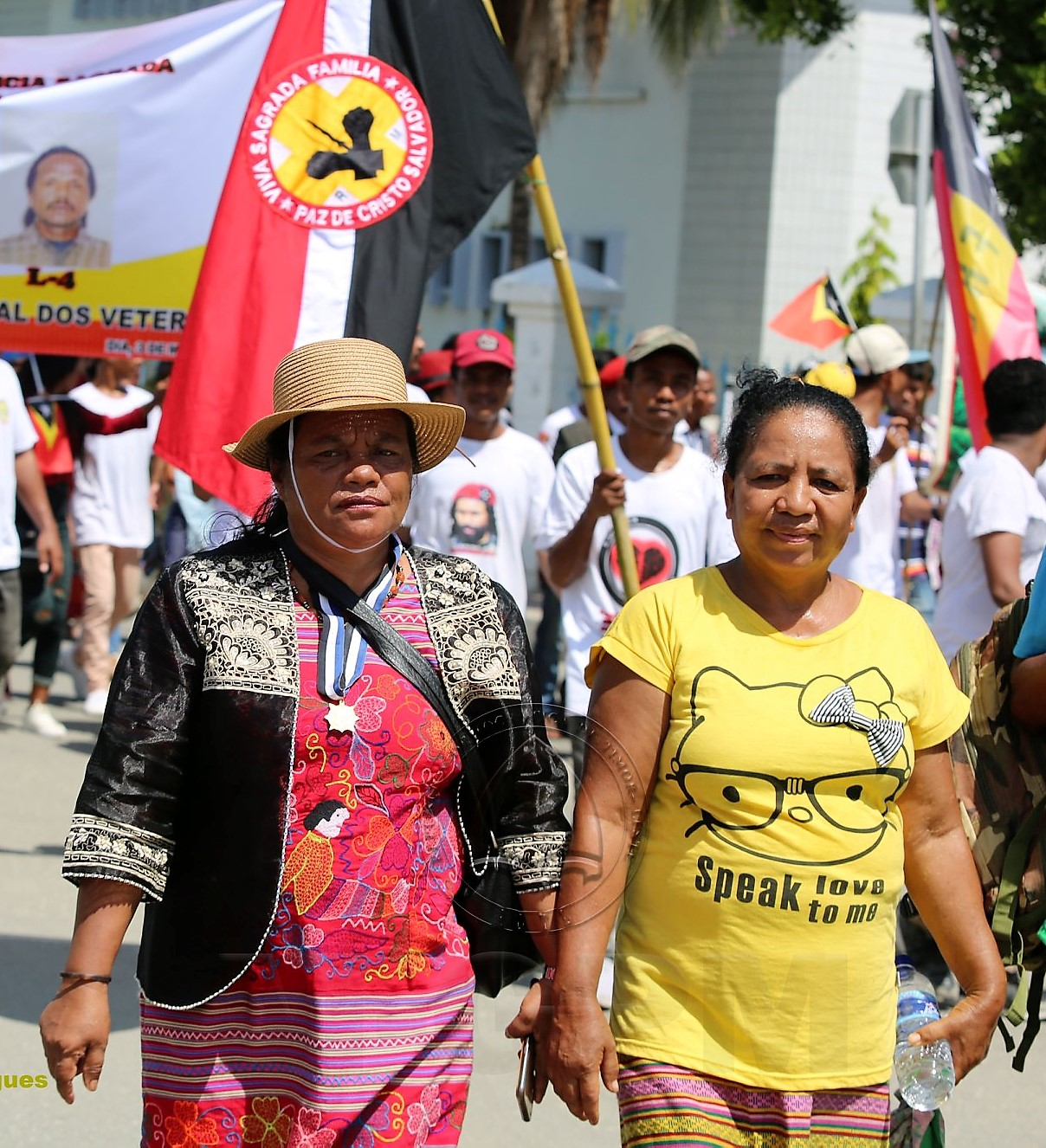
Flagge der Sagrada Familia (2020)

Die Sagrada Família (Heilige Familie) ist eine Organisation in Osttimor. Zum einen ist es eine Bande, in der sich hauptsächlich Jugendliche zusammengeschlossen haben. Andererseits hat sie auch religiöse Züge aus einer Mischung aus katholischen und animistischen Glaubensvorstellungen. Ihr Gründer und Führer ist Cornelio Gama, besser bekannt als Eli Fohorai-Boot (L-Sete, L7), ein ehemaliger FALINTIL-Kommandant, der sich 2001 gegen die Regierung gestellt hatte. Zuvor hatte er bereits 1999 seine Kasernierung in Sammellagern für FALINTIL-Kämpfer verweigert. Sein Vize war der Veteran und Mitbegründer André da Costa Belo (L4), ein ehemaliges Mitglied von Santo Antonio.
Die Sagrada Família wurde infolge des Papstbesuchs in Osttimor im Oktober 1989 ursprünglich als Geheimorganisation gegründet, um die indonesische Besatzung zu bekämpfen. L7 berichtete in einem Interview, ihm sei in den Bergen an der Ostspitze Timors am 25. Juli 1989 der hl. Josef erschienen. Josef habe ihn beauftragt zu sagen, dass die Menschen beten müssten, um den Sieg gegen die Indonesier zu erringen. Josef hätte ihm rote Bänder gegeben. Die Menschen sollten der „Heiligen Familie“ und dem katholischen Glauben beitreten. Die Sagrada Família übernahm drei Aufgaben. Zumeinen diente sie als Reservetruppe der FALINTIL, dem militärischen Arm des Widerstands, zweitens sorgte sie für Waffen und Medikamente für die FALINTIL und drittens betrieb sie Propaganda für die Unabhängigkeit Osttimors. Sie organisierte Demonstrationen und verschickte Dokumente an die sogenannte „diplomatische Front“ im Ausland, die über internationale Unterstützung Hilfe für das besetzte Land suchte. Wie andere Jugendorganisationen des Widerstands unterstellte im April 1999 sich die Sagrada Família dem Presidium Juventude Lorico Ass'wain Timor Loro Sa'e des CNRT, der Dachorganisation des Widerstandes.
Im unabhängigen Osttimor erkannte L7 zunächst trotzdem die Legitimität der Regierung nicht an und sprach zeitweise von der Möglichkeit eines neuen Bürgerkrieges. 2005 gründete er die Partei UNDERTIM, mit der er 2007 in das osttimoresische Parlament einzog. Von 2008 bis 2012 war die UNDERTIM Mitglied der Regierungskoalition AMP.
Gama gibt seine Anhängerzahl mit mehr als 5.000 an. Die Gruppe hat ihre Basis in Laga (Gemeinde Baucau) und einigen Gebieten von Lospalos (Gemeinde Lautém), ist aber in allen Gemeinden des Landes aktiv, auch in der Landeshauptstadt Dili. Die Mitglieder sind zumeist männliche, arbeitslose Jugendliche aus ländlichen Gebieten ab 13 Jahren, ehemalige FALINTIL-Kämpfer und verarmte Bauern. Die Gruppe identifiziert sich mit Loro Sae, dem Osten des Landes, ist aber ethnisch gemischt. Die Mitglieder tragen ein rotes Band, von dem sie glauben, es würde sie vor Unheil beschützen.
Der Sagrada Família werden mehrere Gewalttaten zugeschrieben, unter anderem ein Angriff auf eine Polizeistation bei Baucau am 27. November 2002. Außerdem werden ihr Kleinkriminalität und Erpressungen vorgeworfen. Sagrada Família soll zudem für einige ethnisch motivierte Brandstiftungen 2006 in Dili verantwortlich sein. Regelmäßig kommt es anscheinend zu Zusammenstößen mit den Forças FALINTIL SF75, einer anderen Bande mit Zentrum in Aileu.
Enge Verbindungen sollen zu 7-7 (Seven-Seven) bestehen, einer Kakalok (magischen Gruppe), der magische Kräfte zugeschrieben werden. 7-7 ist auch in Glücksspiel und Erpressung verwickelt. Die Gruppe hat viele junge Mitglieder mit frischen, auffälligen Narben, was darauf hindeutet, dass sie im Gegensatz zu anderen magischen Gruppen weiter aktiv rekrutiert. 7-7 tritt neuerdings als Martial-Arts-Club auf. L7 soll Mitglied bei 7-7 sein, deren Führer Lito Rambo soll Mitgründer von Sagrada Família sein. L7 war außerdem Vorsitzender der Partei UNDERTIM, die José Ramos-Horta beim Präsidentschaftswahlkampf 2007 unterstützte. Sagrada Família soll auch Verbindungen zur CPD-RDTL gehabt haben, einer inzwischen praktisch illegalen Veteranenorganisation in Osttimor.